# Okresní soud v Jičíně
Okresní soud v Jičíně je okresní soud se sídlem v Jičíně, jehož odvolacím soudem je Krajský soud v Hradci Králové. Soud se nachází v budově s bezbariérovým přístupem na Šafaříkově ulici, kde sídlí spolu s okresním státním zastupitelstvím a katastrálním úřadem. Rozhoduje jako soud prvního stupně ve všech trestních a civilních věcech, mimo specializovanou agendu (nejzávažnější trestné činy, insolvenční řízení, spory ve věcech obchodních korporací, hospodářské soutěže, duševního vlastnictví apod.), u které je agenda svěřena krajskému soudu.
V Jičíně působil v letech 1850–1949 také krajský soud, poté byl nahrazen královéhradeckým krajským soudem, takže od té doby zde působí už jen soud okresní.
V roce 2015 byl opraven vrchní plášť budovy, ve které soud sídlí.

## Soudní obvod
Obvod Okresního soudu v Jičíně se shoduje s okresem Jičín, patří do něj tedy území těchto obcí:
Bačalky •
Bašnice •
Běchary •
Bílsko u Hořic •
Boháňka •
Borek •
Brada-Rybníček •
Březina •
Bříšťany •
Budčeves •
Bukvice •
Butoves •
Bystřice •
Cerekvice nad Bystřicí •
Červená Třemešná •
Češov •
Dětenice •
Dílce •
Dobrá Voda u Hořic •
Dolní Lochov •
Dřevěnice •
Holín •
Holovousy •
Hořice •
Cholenice •
Chomutice •
Choteč •
Chyjice •
Jeřice •
Jičín •
Jičíněves •
Jinolice •
Kacákova Lhota •
Kbelnice •
Kněžnice •
Konecchlumí •
Kopidlno •
Kostelec •
Kovač •
Kozojedy •
Kyje •
Lázně Bělohrad •
Libáň •
Libošovice •
Libuň •
Lískovice •
Lukavec u Hořic •
Lužany •
Markvartice •
Miletín •
Milovice u Hořic •
Mladějov •
Mlázovice •
Nemyčeves •
Nevratice •
Nová Paka •
Ohařice •
Ohaveč •
Osek •
Ostroměř •
Ostružno •
Pecka •
Petrovičky •
Podhorní Újezd a Vojice •
Podhradí •
Podůlší •
Radim •
Rašín •
Rohoznice •
Rokytňany •
Samšina •
Sběř •
Sedliště •
Sekeřice •
Slatiny •
Slavhostice •
Sobčice •
Soběraz •
Sobotka •
Stará Paka •
Staré Hrady •
Staré Místo •
Staré Smrkovice •
Střevač •
Sukorady •
Svatojanský Újezd •
Šárovcova Lhota •
Tetín •
Třebnouševes •
Třtěnice •
Tuř •
Úbislavice •
Údrnice •
Úhlejov •
Újezd pod Troskami •
Úlibice •
Valdice •
Veliš •
Vidochov •
Vitiněves •
Volanice •
Vrbice •
Vršce •
Vřesník •
Vysoké Veselí •
Zámostí-Blata •
Zelenecká Lhota •
Železnice •
Žeretice •
Židovice •
Žlunice